# Torticollis spasmodica
Torticollis spasmodica, ook wel cervicale dystonie of draaihals genoemd, is een extreem pijnlijke, chronische, neurologische aandoening waarbij het hoofd een abnormale dwangstand inneemt en niet meer vrij bewogen kan worden.
Het is een uitingsvorm van dystonie.

## Beschrijving ziektebeeld
Bij torticollis spasmodica wordt het hoofd door verkeerde aansturing van spieren in de nek of hals chronisch in een abnormale stand gedwongen. Het corrigeren hiervan kost veel moeite, waarna het hoofd toch weer de afwijkende stand inneemt. Ook voortdurend ja- of nee schudden met het hoofd komt voor. De ernst van de aandoening varieert van mild tot aanzienlijk invaliderend. De oorzaak van deze kwaal is te vinden in de basale ganglia in de hersenen die coördinatie en aansturing van de spieren verzorgen. Aangezien niet bekend is hoe deze aandoening ontstaat, is er geen therapie te ontwikkelen die genezing mogelijk maakt. Na enige jaren van verslechtering stabiliseert de ziekte zich meestal. Behandeling is gericht op verlichting van de gevolgen. Inspuiting met zeer sterk verdunde botulinetoxine in de aangedane spier(en) waardoor gedurende enige maanden verlaging van de spiertonus ontstaat, is hierbij eerste keus.